# (2549) Baker
(2549) Baker (1976 UB) – planetoida z grupy pasa głównego asteroid okrążająca Słońce w ciągu 5,69 lat w średniej odległości 3,19 j.a. Odkryta 23 października 1976 roku.